# Stanisław Piłaszewicz
Stanisław Piłaszewicz (ur. 11 listopada 1944 w Rafałówce) – polski afrykanista, specjalista w zakresie religii Afryki, kierunków rozwoju literatury Hausa, ustnej literatury Hausa, języka hausa. 

## Życiorys
W 1968 ukończył afrykanistykę na Uniwersytecie Warszawskim, przedstawiając pracę magisterską History of Wa. Edition of Hausa Texts in Ajami - Transliteration and Commentaries (promotor: Stefan Strelcyn). Doktorat obronił w 1973 na podstawie rozprawy: The Stories of Samori, Babatu and Others. Hausa Manuscript No. 98017 from the School of Oriental and African Studies (London). Edition with Linguistic and Historic Commentaries (promotor: Witold Tyloch). Habilitację uzyskał w 1980 na podstawie rozprawy: Alhaji Umaru (1858–1934) – a Poet of the Hausa People. A Historical and Literary Study. Tytuł profesora nadano mu w 1989 roku. 
Profesor zwyczajny, doktor habilitowany, w latach 1988–2009 kierownik Katedry Języków i Kultur Afryki w Wydziale Orientalistycznym Uniwersytetu Warszawskiego, członek Komitetu Nauk Orientalistycznych Polskiej Akademii Nauk. Jest autorem szeregu książek i monografii poświęconych językom i kulturom Afryki. W ramach wymiany akademickiej pracował między innymi na uniwersytetach w Ghanie i Nigerii, prowadząc badania terenowe i archiwalne w tych krajach. Był wykładowcą języka i kultury Hausa na uniwersytecie w Maiduguri w Nigerii. Specjalizuje się w publikowaniu afrykańskich materiałów źródłowych. 
Członek założyciel i do 1993 przewodniczący Polskiego Towarzystwa Afrykanistycznegp. 
Wśród wypromowanych przez niego doktorów są, m.in.: Nina Pawlak (1983) i Aleksandra Bukowska-McCabe (2008). 

## Wybrane publikacje
- 1971‚ Język hausa, Warszawa, WUW
- 1972‚ Wypisy z literatury hausa, Warszawa, WUW
- 1978‚ Afrykańska Księga Rodzaju, Warszawa, Iskry
- 1986‚ W cieniu krzyża i półksiężyca. Rodzime religie i filozofie ludów Afryki Zachodniej, Warszawa, Iskry
- 1989‚ Antologia współczesnej literatury hausa. Zababbun rubuce-rubucen Hausa na zamani, Warszawa, WUW
- 1993‚ Słownik pisarzy Czarnej Afryki, Warszawa, Zakład Języków i Kultur Afryki
- 1994‚ Wstęp do afrykanistyki, Warszawa, WUW
- 1994‚ Potęga Księgi i Miecza Prawdy. Religia, cywilizacja i kultura islamu w Afryce Zachodniej, Warszawa, PWN
- 1995‚ Egzotyczny świat sawanny. Kultura i cywilizacja ludu Hausa, Warszawa, Dialog
- 1996‚ Słownik mitologii i religii Czarnej Afryki, Warszawa, Dialog
- 1998, Języki czadyjskie, Warszawa, Dialog
- 2002, Religie i mitologia Czarnej Afryki, Warszawa, Dialog